# Экономический агент
Экономический агент — субъект экономических отношений, принимающий участие в производстве, распределении, обмене и потреблении экономических благ.

## Макроэкономические агенты

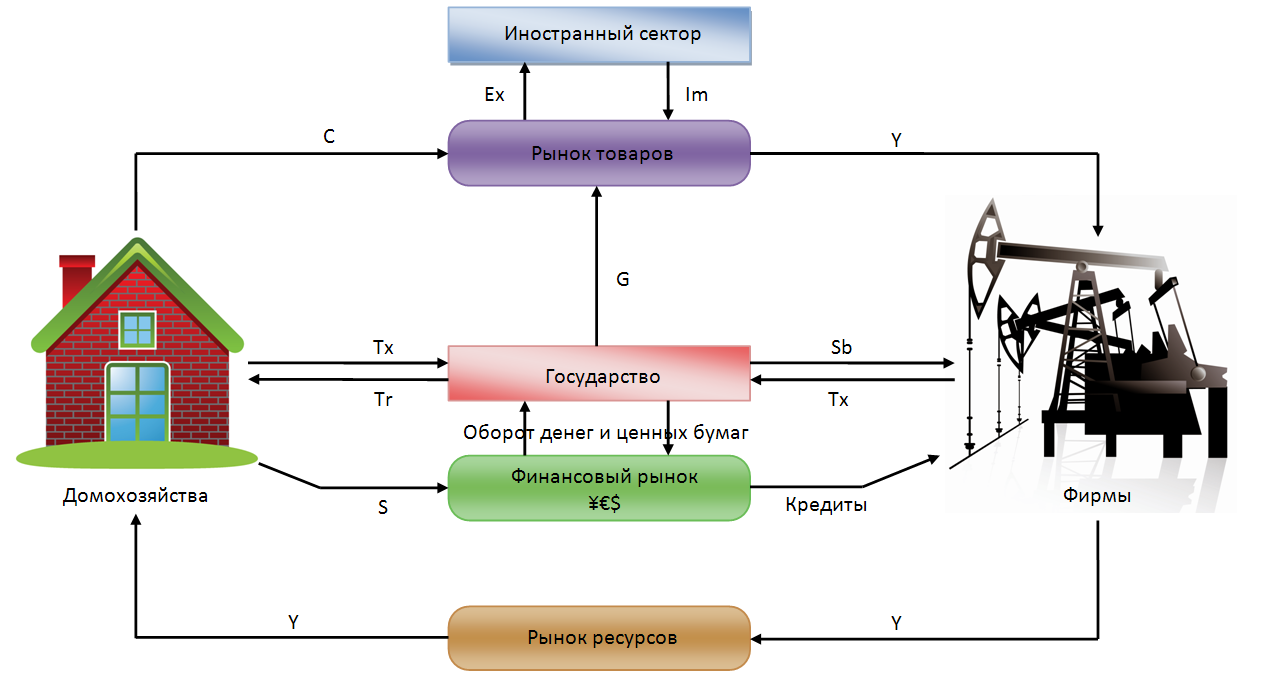
Четырехсекторная модель экономики

В четырёхсекторной (открытой) экономике можно выделить 4 макроэкономических агента:
1. Домохозяйства — домашние хозяйства (индивиды и их семьи). Как агенты предложения, они, владея экономическими ресурсами, являются их продавцами на рынке ресурсов, получая за это денежные доходы, необходимые для потребления товаров и услуг.
2. Фирмы — это учреждения в виде фабрик, ферм, шахт, магазинов, которые выполняют несколько функций по производству и распределению товаров и услуг. Фирма — организация, которая владеет экономическими ресурсами и ведёт хозяйственную деятельность. Как агенты спроса они покупают необходимые для производства ресурсы, а как агенты предложения — предлагают на рынке произведенные товары и услуги.
3. Государство — агент, состоящий из государственных учреждений, задача которого состоит в регулировании экономики.
4. Иностранный сектор — все остальные государства (В трёхсекторной (закрытой) модели экономики, иностранный сектор отсутствует).